# Nico Motchebon
Nico Motchebon, född den 13 november 1969 i Berlin, är en före detta friidrottare som tävlade i medeldistanslöpning.
Motchebon tävlade främst på 800 meter och hans största framgångar kom inomhus. Två gånger blev han bronsmedaljör vid VM-inomhus, dels 1993 i Toronto och dels 1999 i Maebashi. 
Utomhus blev han fyra vid VM i Göteborg 1995 och femma vid Olympiska sommarspelen 1996.

## Personliga rekord
- 800 meter - 1.43,91 från 1996